# CSDN
Das Chinese Software Developer Network oder China Software Developer Network (kurz: CSDN) ist das größte Netzwerke- und Informationsportal für Softwareentwickler in der Volksrepublik China. Es wird von Bailian Midami Digital Technology Co. Ltd. betrieben und hat ca. 25 Millionen registrierte Nutzer. CSDN bietet Webforen, Blog-Hosting, einen Downloadbereich, eine Jobbörse, IT-Nachrichten und andere Dienste für Entwickler an. Mit 1,3 Millionen Aufrufen am Tag und 30 aktiven Benutzern im Monat, befindet sich die Seite gemessen am Alexa-Internet-Rang auf Platz 35 der meistaufgerufen Websites der Welt und auf Platz 14 in China. Es umfasst über 10 Millionen Foren-Einträge, über 13 Millionen Blog-Einträge, über 7 Millionen technische Ressourcen und über 200 technische Magazine. CSDN beschäftigt über 400 Vollzeitmitarbeiter in Peking, Shanghai, Shenzhen, Chengdu und Shenyang (Jiangsu) und kooperiert mit Tausenden von Technologieunternehmen und Technologie-Communitys.

## Geschichte
CSDN wurde im Jahr 1999 gegründet. Im Jahr 2002 startet CSDN eine Zusammenarbeit mit Microsoft, das seitdem Entwickler auf der Seite unterstützt. Im Dezember 2005 bewertete Baidu den CSDN-Blog als einen der besten chinesischen Blog-Service-Provider. Im Dezember 2011 wurden 6.000.000 Benutzerdaten von CSDN als geleakt gemeldet.